# Intertec Headstart
Intertec HEADSTART (HEADSTART) је професионални рачунар, производ фирме Intertec који је почео да се израђује у САД током 1980—их година.
Користио је Zilog Z80 + Intel 8086 као централни микропроцесор а RAM меморија рачунара HEADSTART је имала капацитет од 128 KB до 1MB зависно од модела. Сви модели прошириви до 1MB.
Као оперативни систем коришћен је CP/M 80 (конкурентни CP/M 86 опциони) - MS DOS - LAN DOS (више корисника).

## Детаљни подаци
Детаљнији подаци о рачунару HEADSTART су дати у табели испод.
|                       |                                                           |
| [ 1 ]                 |                                                           |
| Произвођач            |                                                           |
| Тип                   | професионални рачунар                                     |
| Меморија              | 128 до 1MB зависно од модела. Сви модели прошириви до 1MB |
| Поријекло             | Сједињене Америчке Државе                                 |
| Година                |                                                           |
| Тастатура             |                                                           |
| Процесор              | 8086                                                      |
| Фреквенција процесора | непознато                                                 |
| RAM                   | 128 до 1MB зависно од модела. Сви модели прошириви до 1MB |
| ROM                   | непознато                                                 |
| Текст                 | 80 x 25 - 132 x 25 на 12 инчном монитору                  |
| Графика               | непознато                                                 |
| Боја                  | једна боја                                                |
| Звук                  | непознато                                                 |
| Димензије             | непознато                                                 |
| Портови               |                                                           |
| Оперативни систем     | 80 (конкурентни 86 опциони) - - (више корисника)          |